# Örvös jakobinuskolibri
A örvös jakobinuskolibri (Florisuga mellivora) a madarak osztályának sarlósfecske-alakúak (Apodiformes)  rendjébe és a kolibrifélék (Trochilidae) családjába tartozó faj.

## Rendszerezése
A fajt Carl von Linné svéd természettudós írta le 1758-ban, a Trochilus nembe Trochilus mellivorus néven.

## Alfajai
- Florisuga mellivora flabellifera (Gould, 1846)
- Florisuga mellivora mellivora (Linnaeus, 1758)[2]

## Előfordulása
Mexikó déli részén, Anguilla, Antigua és Barbuda, Aruba, Bonaire, Curaçao, Barbados, a Dominikai Köztársaság, Guadeloupe, Martinique, Montserrat, Saba, Saint Kitts és Nevis, Saint Lucia, Saint Vincent és Grenadines, Sint Eustatius, Szent Márton-sziget, Belize, Costa Rica, Guatemala, Honduras, Nicaragua, Panama, Bolívia, Brazília, Ecuador, Francia Guyana, Guyana, Kolumbia, Peru, Suriname, Trinidad és Tobago és Venezuela területén honos.
Természetes élőhelyei szubtrópusi vagy trópusi síkvidéki és hegyi esőerdők, valamint ültetvények, erősen leromlott egykori erdők. Állandó, nem vonuló faj.

## Megjelenése
Testhosszúsága 11-12 centiméter, a hím testtömege 7,4–9 gramm, a tojóé 6–6,5 gramm.
|  |  |

## Életmódja
Nektárral és rovarokkal táplálkozik.

## Természetvédelmi helyzete
Az elterjedési területe rendkívül nagy, egyedszáma viszont ismeretlen. A Természetvédelmi Világszövetség Vörös listáján nem fenyegetett fajként szerepel.